# يو جونغ هيون
يو جونغ هيون (هانغل: 유정현) هو سياسي كوري جنوبي، ولد في 24 أكتوبر 1967 بسول في كوريا الجنوبية. حزبياً، نشط في حزب كوريا الحرية. وقد انتخب عضو الجمعية الوطنية الكورية الجنوبية ‏.